# Club Deportivo TACON
El Club Deportivo TACON fue un club de fútbol femenino con sede en Madrid, España. Fue declarado oficialmente registrado el 12 de septiembre de 2014 con el objeto de la práctica y desarrollo de este deporte. Tuvo a Ana Rossell como principal valedora de su creación, tras una fusión con la rama femenina del Club Deportivo Canillas.
Participaba en la Primera División desde 2019, fecha en la que logró el ascenso a la máxima categoría del fútbol femenino español tras discurrir apenas cinco años desde su fundación. Su nombre era un acrónimo formado por las palabras Trabajo, Atrevimiento, Conocimiento, Organización y Notoriedad, y disputa sus partidos como local en la Ciudad Real Madrid como pleno integrante del Real Madrid Club de Fútbol.
Entre sus mayores logros destacan dos campeonatos de grupo de la Segunda División y el ya mencionado ascenso a la máxima categoría, antes de que el club desapareciese tras sufrir una fusión por absorción del Real Madrid Club de Fútbol creando así el club madridista el 1 de julio de 2020 una sección femenina.

## Historia

### Fundación y primeros años
Fundado el 12 de septiembre del 2014 con el fin de crear un equipo de fútbol femenino desde el ámbito formativo, su presidenta y fundadora Ana Rossell fusionó en 2016 el equipo sénior y el juvenil del Club Deportivo Canillas para conformar su sólida estructura deportiva.
Previa a su conformación formativa y en la que fue su primera temporada de competición, la 2015-16, el club contaba solamente con un equipo en la categoría infantil y jugaba en la Instalación Municipal Básica Canillas. Fue el 24 de junio del 2016, cuando el club anunció la fusión con los equipos femeninos del C. D. Canillas. El proyecto deportivo, liderado por la propia Anna Rossell, exfutbolista del Atlético de Madrid, contó con la colaboración de su empresa AR10 para gestionar el equipo a través de la Academia AR10 Soccer Talent, un centro de tecnificación homologado por la Universidad Camilo José Cela y el Global Sport Innovation Center de Microsoft que cuenta con 60 alumnas en régimen de alto rendimiento. Conformó así las bases para crear un equipo para su irrupción en la liga española.
Establecidas en el campo de Las Cárcavas de Hortaleza, le llevó a firmar grandes futbolistas como por ejemplo a Laura del Río, exjugadora internacional que marcó 39 goles en 40 partidos y que contaba con una larga experiencia tras haber jugado en España, Alemania, Inglaterra y la National Women´s Soccer League estadounidense. Unida al plantel con otras notables incorporaciones como Mery Ruiz, de contrastada experiencia internacional; o Lucía Rodríguez, exjugadora del vecino Madrid Club de Fútbol Femenino y ganadora de la medalla de bronce en el Mundial sub-17, que bajo la dirección técnica de Marta Tejedor, exentrenadora del Atlético de Madrid e instructora FIFA, les permitió convertirse en uno de los equipos referentes de la comunidad. A la directiva se unió como vicepresidente René Ramos, hermano del futbolista Sergio Ramos y presidente de una agencia de representación de futbolistas.
El buen hacer tanto en gestión como en el plano deportivo, les llevó a trasladarse al Campo García de la Mata de Ciudad Lineal, a la vez que se dieron los primeros contactos con el citado Real Madrid Club de Fútbol para convertirse en la sección femenina del club, de la que los madridistas carecían. Pese al buen trabajo, el club madridista no contempló todavía materializar una unión deportiva, si bien desde los años 2010 el club trabajaba por crear una sección femenina ya que su intención en un inicio era conformarlo desde la categoría territorial.
Mientras se sucedieron los buenos resultados del C. D. TACON y en la temporada 2016-17 mantuvo un disputada rivalidad con el Madrid C. F. F. por lograr el ascenso a la Primera División, club que se relacionó también con el Real Madrid C. F. por mismos motivos, y que finalmente se saldó con el ascenso de las segundas en detrimento de las «taconeras». Al año siguiente lograron su primer campeonato de grupo al finalizar primeras en la Segunda División 2017-18, lo que les permitió disputar la fase de ascenso. Tras vencer al Club Esportiu Seagull por un global de 6-1, finalmente cayeron derrotadas por un 3-2 global por parte del Escuelas de Fútbol de Logroño.
Finalmente y después de disputar únicamente tres temporadas en la Segunda División, el 19 de mayo de 2019 el equipo logró el ascenso a la Primera División. Tras volver a conseguir el campeonato del grupo V, derrotó en unas reñidas eliminatorias al Zaragoza Club de Fútbol y al Santa Teresa Club Deportivo, dos clubes que venían de disputar la máxima categoría. El 1-0 adverso en el partido de ida frente a las extremeñas fue volteado con dos goles de Jessica Martínez para un 2-1 global que dio el ascenso a las madrileñas.

### Etapa en la máxima categoría

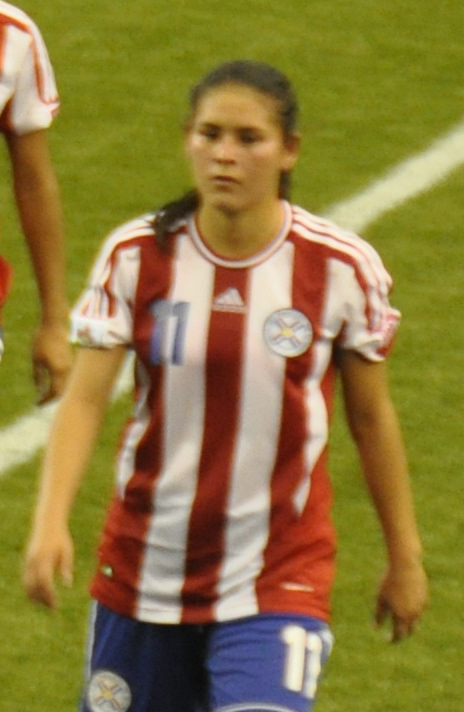
Jessica Martínez autora del gol que valió el ascenso y del primer gol en la máxima categoría.

Apenas unos días después de lograr el ascenso y tras varias especulaciones en la prensa, el Real Madrid Club de Fútbol anunció oficialmente la absorción del club. Las conversaciones y negociaciones entre ambas entidades desde hacía años desembocaron finalmente en una reunión extraordinaria de la Junta Directiva del Real Madrid C. F. el día 25 de junio de 2019 en la que se aprobó la creación de una sección femenina a través de la absorción por compra de los derechos federativos del Club Deportivo TACON y su cambio de denominación a Real Madrid Club de Fútbol Femenino. El acuerdo, fue aprobado por sus socios en la Asamblea del mes de septiembre, por lo que el acuerdo entró en vigor en la temporada 2020-21. Durante la temporada 2019-20, la de su estreno en Primera División, el primer equipo del C. D. TACON entrenó y jugó sus partidos en la Ciudad Real Madrid, en un marco de colaboración transitoria entre ambos clubes.
De cara a la nueva temporada se reforzó con jugadoras de reconocida trayectoria como las suecas Kosse Asllani y Sofia Jakobsson, y la brasileña Thaisa Moreno, las tres internacionales y con presencia en el Mundial de Francia 2019. Con el objetivo de mantener la categoría y consolidarse en la élite nacional, debutaron en la máxima categoría el 7 de septiembre frente al Fútbol Club Barcelona. En el partido disputado en el estadio Johan Cruyff finalizó con una derrota por 9-1, siendo la paraguaya Jessica Martínez —misma que dio el ascenso a las taconeras—, la autora del primer tanto del club en la máxima categoría, tras un pase de Jakobsson. Ella fue en este caso la autora del primer gol en su estadio, en la Ciudad Deportiva de Valdebebas, al aprovechar un mal despeje de la defensa rival. Dicho partido finalizó con un resultado de 3-0 frente al Sporting Club de Huelva en la que fue la primera victoria del club en la citada categoría. Las otras goleadoras del encuentro fueron la ya mencionada Martínez y Kosse Asllani, ambas a pase de Jakobsson.
El equipo continuó con la aclimatación a la nueva competición y concentró trabajos en solidez y conjunto. Aún acoplando las últimas incorporaciones y fundamentos de base, encajó dos nuevas derrotas denotando la dificultad y trabajo que definirá la temporada y el objetivo de la permanencia. Pese a ello, también se repuso a la adversidad con cinco jornadas consecutivas invicto que le permitieron afrontar el final de la primera mitad del campeonato con mayores garantías. La figura de Jakobsson —nominada al Balón de Oro junto a su compañera Asllani— se convirtió en clave para el equipo, el cual se situó en la novena posición con 16 puntos, a 4 del descenso. Jakobsson se mantuvo como la jugadora más relevante en ataque con cinco goles y seis asistencias, seguida de Chioma con cinco goles y tres asistencias, Asllani con cuatro goles y Jessica con tres. Comenzaron la segunda vuelta con buenas sensaciones logrando dos importantes victorias a domicilio frente a rivales directos, incluyendo el derbi frente al Madrid C. F. F. por 3-4, y se situó nueve puntos sobre la salvación.
En febrero el equipo femenino disputó por primera vez en su historia la Copa de la Reina, la competición más antigua del fútbol español de la categoría. En ella se enfrentaron en los octavos de final al Rayo Vallecano de Madrid en Valdebebas, al que vencieron gracias a un solitario gol de Jessica Martínez, y fueron eliminadas en cuartos de final por el Athletic Club por 2-1. A diferencia de las competiciones masculinas, el brote del coronavirus tipo 2 del síndrome respiratorio agudo grave, una pandemia global vírica que llegó a Europa desde Asia, obligó finalmente a la cancelación del campeonato, finalizando en décima posición y manteniendo así la categoría antes de hacerse efectivo el acuerdo de absorción.

### Desaparición
El 1 de julio de 2020 se hizo efectiva de manera oficial la absorción del Club Deportivo TACON como la sección femenina de fútbol del Real Madrid Club de Fútbol; compitiendo en la máxima categoría del fútbol español, y días después el club dio a conocer las futbolistas y cuerpo técnico que conformaron su primera plantilla. Esta estaba compuesta de nuevas incorporaciones así como numerosas jugadoras procedentes del club taconero: las porteras Yohana Gómez y Sara Ezquerro, las defensas Samara Ortiz, Babett Peter y Daiane Limeira, las mediocampistas Aurélie Kaci, Malena Ortiz y Thaisa Moreno, y las delanteras Kosovare Asllani, Sofia Jakobsson, Chioma Ubogagu, Lorena Navarro y Jessica Martínez. El cuerpo técnico lo encabezó David Aznar, quien ya dirigió al C. D. TACON el año del ascenso y durante la pasada campaña.

## Indumentaria
- Uniforme titular: Camiseta blanca, pantalón blanco, medias blancas.
- Uniforme visitante: Camiseta azul, pantalón azul, medias azules.

## Datos del club

### Trayectoria y palmarés resumido
Tras la temporada de su estreno en Segunda División en la que el club finalizó como segundo de su grupo, logró finalizar como primer clasificado en las temporadas 2017-18 y 2018-19. Fue esta última edición, su tercera tras su estreno, en la que logró el ascenso a la máxima categoría del fútbol femenino español: la Primera División. Hasta entonces no pudo participar en la Copa de la Reina, competición reservada a los clubes de la citada categoría. 
| Temporada | División | Puesto | Copa de la Reina |
| --------- | -------- | ------ | ---------------- |
| 2016-17   | 2.ª      | 2.º    | —                |
| 2017-18   | 2.ª      | 1.º    | —                |
| 2018-19   | 2.ª      | 1.º    | —                |
| 2019-20   | 1.ª      | 10.º   | 1/4 final        |

## Organigrama deportivo
Para un completo detalle de la temporada en curso, véase Temporada 2019-20 del Club Deportivo TACON

### Jugadoras
La procedencia de las jugadoras indica el anterior club que poseía los derechos de la jugadora, pese a que esta proceda de otro club cedido, en caso de ya pertenecer al C. D. TACON. Se indica la última plantilla del primer equipo previa a la disolución del club.

### Cuerpo técnico
Tras las salida de la española Marta Tejedor, asumió el cargo David Aznar, exintegrante del Getafe Club de Fútbol y segundo de José Bordalás en la máxima categoría masculina. Fue quien condujo al equipo a disputar por primera vez la Primera División. Estuvo secundado por Lidia Vizcaíno como entrenadora adjunta.

### Directiva
Ana Rossell fue la consejera y presidenta del equipo femenino hasta su desaparición.

## Categorías inferiores
La cantera del club perseguía el objetivo de promocionar jugadoras para que debutasen con el primer equipo y que ninguna niña se quedase sin jugar por el mero hecho de ser niña.
Poseía además de un filial, equipos en categoría juvenil, cadete, alevín e infantil integrados en su programa de formación. En categoría juvenil disputaba tanto la Juvenil Preferente Femenina (RFFM) como la Juvenil Primera Femenina (RFFM).

## Rivalidades
Pese al escaso período de existencia el club pronto encontró a un cercano rival deportivo, el Madrid Club de Fútbol. Encuadrados en el mismo grupo de Segunda División 2016-17, disputaron una fuerte lucha por el liderato de la categoría, donde el Madrid C. F. F. privó a «las taconeras» de lograr disputar la fase de ascenso. Si bien sus enfrentamientos eran puramente deportivos, la especulación del surgir de una sección femenina del Real Madrid Club de Fútbol les llevó a tener rencillas más allá del plano deportivo. La situación, bajo el contexto de que alguna de las dos entidades pudiera ser absorbida por el club madridista, produjo tensión entre ambas con el trasfondo de ser el mejor equipo femenino de Madrid.